# Bem Estar
Bem Estar, inicialmente concebido como um programa de televisão brasileiro centrado na mesma temática, foi produzido pela TV Globo e exibido de 21 de fevereiro de 2011 até 5 de abril de 2019. Este foi o primeiro programa diário da emissora, apresentado totalmente em alta definição, com Mariana Ferrão e Fernando Rocha como seus apresentadores.
Atualmente, Bem Estar é um quadro integrante dos programas Encontro com Patrícia Poeta e É de Casa, ambos dedicados à saúde e qualidade de vida. O quadro destaca a possibilidade de incorporar bons hábitos no cotidiano sem impor fórmulas radicais ou metas inatingíveis. Apresentado por Michelle Loreto e Valéria Almeida, o quadro é transmitido durante os referidos programas na TV Globo. Além disso, conta com participações ocasionais da médica e influenciadora digital Thelma Assis e da jornalista Maria Cândida. 
Diariamente apresenta notícias factuais, orientações e curiosidades que podem servir como referência para os cuidados com a saúde. Em alguns momentos interagem com o público virtual e exibe reportagens mostrando histórias e relatos de personagens relacionados ao tema em debate. Também conta com a participação de médicos de diversas especialidades para esclarecer dúvidas.

## Antecedentes
Anteriormente, já foi um programa de televisão brasileiro centrado na mesma temática, exibido de 21 de fevereiro de 2011 a 5 de abril de 2019, sendo o primeiro programa diário da emissora, apresentado totalmente em alta definição. Foi reexibido pelo Canal Viva e pela GloboNews e apresentado por Mariana Ferrão, Fernando Rocha e Michelle Loreto.
Em 29 de março de 2019, foi anunciado que o Bem Estar seria extinto em 5 de abril, se transformando em um quadro dentro dos programas Mais Você, Encontro com Fátima Bernardes, É de Casa e no extinto Se Joga.

## Títulos Provisórios
O programa teve como títulos provisórios: Projeto Saúde e Globo Saúde.

## Produção
Em 4 de abril de 2013, a apresentadora Mariana Ferrão anunciou que estava grávida do primeiro filho. No dia 13 de setembro, ela se despede temporariamente da atração e recebe uma homenagem de seu companheiro Fernando Rocha e sua substituta Flávia Freire, garota do tempo do Jornal Nacional, assume o cargo como eventual até 25 de abril de 2014. Em 7 de agosto de 2015, Mariana Ferrão anuncia que está grávida pela segunda vez, novamente de um menino. Em 19 de novembro de 2015, foi anunciado a substituta eventual, Michelle Loreto, uma vez que Flávia também saiu de licença-maternidade. Loreto fez testes junto com Elisabete Pacheco - do GloboNews em Pauta - e Veruska Donato. Em 12 de fevereiro de 2016, Michelle assume a apresentação eventual do programa até 9 de setembro de 2016.
Em 12 de setembro, Mariana reassume a atração, e Michelle assume a função de repórter, antes defendida pela jornalista Ana Brito, que no final de agosto, pediu demissão, desde que a educação da filha seja dedicada. Além da exibição na Rede Globo, o programa é reprisado no Canal Viva, desde 18 de agosto de 2014.
De 8 a 19 de agosto de 2016, teve um recesso de dez dias para a exibição das Olimpíadas 2016 da Rede Globo. Em novembro de 2018, a Rede Bahia, afiliada da Globo na Bahia, decidiu retirar o programa do ar para estender a duração do telejornal local Bahia Meio Dia. A afiliada baiana decidiu pela extinção do programa por conta dos baixos índices de audiência que apresentava.
Em 27 de fevereiro de 2019, foi anunciado a saída de Fernando Rocha. Em 18 de março de 2019, foi anunciada a saída de Mariana Ferrão, desde que a mesma seja substituída por Michelle Loreto, a então eventual apresentadora.

## Apresentadores
- Fernando Rocha (2011–2019)[16]
- Mariana Ferrão (2011–2019)[18]
- Michelle Loreto (2019)[18]
- Valéria Almeida (2020) [19]

Eventuais
- Flávia Freire (2013–14; durante a primeira licença-maternidade de Mariana Ferrão)
- Michelle Loreto (2016; durante a segunda licença-maternidade de Mariana Ferrão)